# 수진 (가수)
수진(본명: 서수진, 1998년 3월 9일~)은 대한민국의 가수이다. 2023년 11월 8일 첫 솔로 EP 앨범 《아가씨》로 컴백했다. 2018년부터 걸 그룹 (여자)아이들에서 서브보컬과 메인댄서로서 활동하다가 학교폭력 논란으로 인해 2021년 8월 15일 그룹을 탈퇴했다. 뒤이어 2022년 3월 5일 큐브엔터테인먼트와 전속계약을 해지하고 2년 넘게 연예계 활동을 잠정 중단했다.

## 학력
- 와우초등학교 (졸업)
- 와우중학교 (졸업)
- 한국예술고등학교 음악과 (졸업)

## 음반

### EP
- 2023년 11월 8일 《아가씨》

## 출연 작품

### 텔레비전 프로그램
| 연도 | 방송사 | 제목                        | 역할                      | 방송 기간            | 비고                   |
| ---- | ------ | --------------------------- | ------------------------- | -------------------- | ---------------------- |
| 2018 | JTBC   | 아이돌룸                    | 출연자 (멤버 전원)        | 6월 9일              | 5회 (펜타곤 공동출연)  |
| 2018 | XtvN   | 슈퍼TV 시즌2                | 출연자 (멤버 전원)        | 7월 12일             | 6회                    |
| 2018 | JTBC   | 아이돌룸                    | 출연자 (멤버 전원)        | 12월 25일            | 33회 (워너원 공동출연) |
| 2019 | JTBC   | 아이돌룸                    | 출연자 (멤버 전원)        | 3월 12일             | 41회                   |
| 2019 | Mnet   | 컴백전쟁: 퀸덤              | 고정멤버 (멤버 전원)      | 8월 29일 ~ 10월 31일 |                        |
| 2019 | KBS    | 불후의 명곡 전설을 노래하다 | 출연자 (멤버 전원)        | 10월 5일             | 423회                  |
| 2020 | JTBC   | 아는 형님 - 취업상담실      | 출연자 (우기, 슈화 ,수진) | 1월 4일 ~ 1월 18일   | 212회 ~ 214회          |

## 논란
2021년 2월, 배우 서신애와 수진의 동창이라 주장하는 네티즌 등이 수진에게서 학교 폭력을 당했다고 직접, 간접적으로 주장했다. 소속사와 수진은 이를 부인했지만 이후에 중학교 동창인 서신애가 자신의 인스타그램에 수진으로부터 괴롭힘을 당했음을 증언하여 다시 주목을 받았다. 이후 학창시절 담배를 피는 등의 행위를 행했다는 일부 주장에 대해서는 인정하였으나, 학교 폭력과 관련된 주장은 인정하지 않았다. 그럼에도 학교 폭력 논란이 시들어지지 않자 소속사 측은 "잠시 수진의 활동을 중단하고, (여자)아이들은 5인 체제로 활동한다"고 밝혔다. 2021년 3월 9일 생일축하 게시물이 큐브엔터테인먼트 공식 트위터 계정에 올라왔는데 (여자)
아이들 공식 트위터 계정이 리트윗하였다. 2021년 8월 14일 학폭 사건 반년만에 수진이 결국 그룹에서 탈퇴하였다. 2022년 3월 5일 소속사와 전속계약을 해지했다.이후 폭로자, 즉 피해자라고 주장하던 네티즌이 서수진의 학폭 사실이 불거졌을 당시 인스타그램 라이브를 키고 해당 걸그룹의 노래를 듣고 춤추며 웃고있는 모습이 담긴 영상이 올라와 혼란을 주는 틈에 서수진의 학폭에 불을 지폈다.